# El mestre de l'aigua
El mestre de l'aigua (títol original en anglès: The Water Diviner) és una pel·lícula australiana dirigida per Russell Crowe. El guió escrit per Andrew Anastasios i Andrew Knight, està basat en el llibre del mateix nom, escrit per Andrew Anastasios i el Dr. Meaghan Wilson-Anastasios. La pel·lícula es va doblar al català.
En la pel·lícula actuen Crowe, Olga Kurylenko, Jai Courtney, Cem Yılmaz, i Yılmaz Erdoğan. The Water Diviner va tenir l'estrena mundial a l'State Theatre de Sydney, Austràlia el 2 de desembre 2014. Va ser la darrera pel·lícula del guanyador d'un Oscar Andrew Lesnie, que morí l'abril de 2015.

## Argument
La pel·lícula comença en l'any 1919, just després del final de la Primera Guerra Mundial. Joshua Connor (Russell Crowe), un granger i cercador d'aigua australià, troba aigua subterrània als seus terrenys fent un pou. Els tres fills de Connor, Arthur, Edward (James Fraser), i Henry (Ben O'Toole) van lluitar en l'Australian and New Zealand Army Corps (ANZAC) a la Batalla de Gal·lípoli cinc anys abans i se suposa que han mort. L'esposa de Connor, Eliza (Jacqueline McKenzie), incapaç d'afrontar el cop es suïcida. Connor promet portar els cadàvers dels seus fills a casa i enterrar-los amb la seva mare.
Connor viatja a Turquia i s'està a un hotel d'Istanbul dirigit per una vídua de la guerra anomenada Ayshe (Olga Kurylenko). Connor arriba a Gal·lípoli malgrat que els civils ho tenen prohibit pels militars britànics. El Major Hasan (Yılmaz Erdoğan), un oficial turc que ajuda l'ANZACs, persuadeix el capità de l'ANZAC Lt-Col Cyril Hughes (Jai Courtney) de prioritzar la cerca que fa Connor.

## Repartiment
- Russell Crowe com Joshua Connor
- Olga Kurylenko com Ayshe
- Dylan Georgiades com Orhan
- Yılmaz Erdoğan com el major Hasan
- Cem Yılmaz com el sergent Jemal
- Jai Courtney com el tinent-coronel Cyril Hughes
- Ryan Corr com Arthur Connor
- Jacqueline McKenzie com Eliza Connor
- Isabel Lucas com Natalia
- Mert Firat com un oficial
- Daniel Wyllie com el capità Charles Brindley
- Damon Herriman com el pare McIntyre
- Megan Gale com Fatma
- Deniz Akdeniz com un imam
- Steve Bastoni com Omer
- James Fraser com Edward Connor
- Ben O'Toole com Henry Connor
- Robert Mammone com el coronel Demergelis
- Charlie Allan com un soldat

## Realització
La pel·lícula es va rodar a Austràlia, Nova Zelanda i Turquia el 26 de desembre de 2014, mentre que la realització a Tailàndia es va fer el 15 de gener de 2015.

## Recepció
El mestre de l'aigua va rebre crítiques contrastades. A Rotten Tomatoes, va arribar al 61%, basat en 119 crítiques.

### Taquilla
El 6 de maig de 2015, El mestre de l'aigua va ingressar $26.9 milions.
El 5 de gener de 2015 va ser el film australià de 2014 que havia recaptat més diners. Tanmateix, al Regne Unit va fallar i en molts cinemes va desaparèixer una setmana després d'estrenar-se.
A Turquia el film va ser ben rebut.